# Anita Görbicz
Dans le nom hongrois Görbicz Anita, le nom de famille précède le prénom, mais cet article utilise l’ordre habituel en français Anita Görbicz, où le prénom précède le nom.
Anita Görbicz, née le 13 mai 1983 à Veszprém, est une handballeuse hongroise, évoluant au poste d'ailière gauche ou de demi-centre. Elle a été inscrite dans plusieurs équipes-type dans des compétitions de handball, et a reçu le titre de Handballeuse de l'année en 2005. En 2021, elle met un terme à sa carrière de joueuse après 24 saisons au plus haut niveau avec le Győri ETO KC avec lequel elle a notamment remporté cinq Ligues des champions et 28 compétitions nationales.

## Biographie
Anita Görbicz commence à jouer à l'âge de 10 ans, puis très vite, intègre l'effectif du club de Győr. Elle joue ainsi son premier match en équipe première en 1998 à seulement 15 ans. Fidèle à son club, elle remporte 8 titres de champion de Hongrie et 10 coupes de Hongrie. Sur le plan européen, après avoir perdu 6 finales européennes (2 en Ligue des champions en 2009, 2012, 4 en Coupe de l'EHF et une en Coupe des coupes), elle remporte enfin un trophée européen lors de la Ligue des champions 2013.
En 2002, elle connait sa première sélection en équipe nationale de Hongrie. Son meilleur résultat est la finale du Championnat du monde 2003. Lors de celle-ci, elle commet une faute sur Véronique Rolland-Pecqueux qui lui vaut un  carton rouge à 0,5 seconde de la fin du match alors que la Hongrie mène de 1 but. Les Françaises obtiennent alors un jet de 7 mètres concrétisé par Leila Lejeune qui amène les deux équipes en prolongations. Les Françaises gagnent finalement avec un score de 32-29 après 70 minutes de jeu.
En 2005, elle devient la quatrième handballeuse hongroise à recevoir le titre de handballeuse de l'année, après Erzsébet Kocsis (1995), Bojana Radulovics (2000, 2003) et Anita Kulcsár (2004). 
Elle réussit à emmener son club en finale de la Ligue des champions féminine de l'EHF 2008/2009, mais une grosse blessure pendant un match de championnat hongrois l'empêche de jouer la finale contre Viborg, perdue d'un but. 
Toujours à cause d'une blessure, cette fois pendant un match de préparation avec la sélection, elle ne participe pas non plus au Championnat d'Europe en 2010.

## Club
- Györi Audi ETO KC : depuis 1998

## Palmarès

### En équipe nationale
- Championnat du monde
  -  Médaille d'argent au Championnat du monde 2003
  -  Médaille de bronze au Championnat du monde 2005
- Championnat d'Europe
  -  Médaille de bronze au Championnat d'Europe 2004
  -  Médaille de bronze au Championnat d'Europe 2012
- Championnat du monde junior
  -  Médaille d'argent au Championnat du monde junior 2001

### En club
compétitions internationales
- vainqueur de la Ligue des champions (5) en 2013, 2014, 2017, 2018 et 2019
  - finaliste en 2009, 2012 et 2016
- finaliste de la Coupe des coupes (C2) en 2006
- finaliste de la Coupe de l'EHF (C3) en 1999, 2002, 2004 et 2005

compétitions nationales
- championne de Hongrie (13) en 2005, 2006, 2008, 2009, 2010, 2011, 2012, 2013, 2014, 2016, 2017, 2018 et 2019
- vainqueur de la coupe de Hongrie (15) en 2005, 2006, 2007, 2008, 2009, 2010, 2011, 2012, 2013, 2014, 2015, 2016, 2018, 2019 et 2021

## Distinctions personnelles
- Élue meilleure handballeuse de l'année en 2005[2]
- Élue meilleure demi-centre du championnats du monde (4) : 2003, 2005, 2007 et 2013[3]
- Élue meilleure handballeuse de l'année en Hongrie (6) : 2005, 2006, 2007, 2013, 2014, 2017
- Meilleure marqueuse de la Ligue des champions (2) : 2012, 2014
- Élue meilleure marqueuse de la Ligue des champions (1) : 2014